# Амвросий (Мунтяну)
Епи́скоп Амвро́сий (рум. Episcopul Ambrozie, в миру Вита́лий Петро́вич Мунтя́ну, рум. Vitalie Petru Munteanu; род. 25 октября 1973, с. Таксобены, Фалештский район, Молдавская ССР) — епископ Русской православной церкви, с мая 2019 года епископ Богородский, викарий Патриаршего экзарха в Западной Европе.

## Биография
В 1990 году окончил среднюю школу и в том же году поступил в Молдавский государственный университет на факультет журналистики. В ноябре перевёлся в Ново-Нямецкую духовную семинарию.
6 марта 1991 года зачислен в братию Кицканского монастыря.
В 1992—1995 годах нёс послушание заведующего канцелярией Бендерского епархиального управления.
8 апреля 1993 года в Успенском храме Кицканского монастыря пострижен в монашество.
2 мая 1994 года епископом Бендерским Викентием (Морарь) рукоположён во иеродиакона.
В 1994 году окончил Кишинёвскую духовную семинарию с присвоением степени бакалавра богословия. В 1994—1999 годах преподавал литургику, богослужебный устав и православную аскетику в Кишинёвской семинарии.
16 января 1995 года награждён двойным орарем.
С 28 декабря 1995 года — проректор по учебной части Кишинёвской семинарии. С 12 марта 1997 года по совместительству нёс послушание инспектора семинарии.
28 ноября 1996 года в Вознесенском соборе Кицканского монастыря митрополитом Кишинёвским и всея Молдовы Владимиром (Кантаряном) рукоположён во иеромонаха с правом ношения набедренника.
12 июня 1997 года награждён правом ношения наперсного креста.
28 ноября 1997 года возведён в сан игумена.
В 1996—1999 годах учился на заочном секторе Московской духовной академии.
В ноябре 1998 года переведён в штат Единецкой епархии и назначен секретарём епархии.
18 января 1999 года награждён правом ношения палицы и креста с украшениями.
В 1998—2002 годах по совместительству нёс послушания ректора Единецкого теологического лицея и духовника-администратора Единецкой обители сестёр милосердия.
16 апреля 2000 года возведён в сан архимандрита с правом служения литургии с отверстыми царскими вратами .
В 2002 году был переведён в Кишинёвскую епархию и назначен настоятелем Фрумоасского монастыря.
В 2004 году заочно окончил Киевскую духовную академию.
23 ноября 2004 года награждён правом ношения игуменского жезла.
27 декабря 2005 года освобождён от должности настоятеля Фрумоасского монастыря.
В 2007 году окончил факультет истории и международных отношений Международного независимого университета Молдовы (МНУМ) с присвоением учёной степени магистра исторических наук.
В 2008 году назначен директором иконописного класса Кишинёвской духовной семинарии.
24 марта 2011 года епископом Унгенским и Ниспоренским Петром (Мустяцэ) назначен настоятелем (игуменом) Свято-Вознесенского Гиржавского монастыря Унгенской епархии. По совместительству исполнял послушания ректора Унгенского духовного училища, председателя епархиального отдела по делам монастырей, входил в состав епархиального совета и церковного суда Унгенской епархии.
В 2011 году окончил докторантуру Международного независимого университета Молдовы, а также двухгодичные курсы повышения квалификации Общецерковной аспирантуры и докторантуры (кафедра внешних церковных связей).
В августе 2011 года назначен секретарём синодальной комиссии по канонизации святых Православной Церкви Молдовы.
Принимал участие в подготовке к изданию ряда богослужебных и душеполезных книг, учредителем газеты «Огонёк веры» и православного молодёжного русско-молдавского интернет-портала www.logos.md. Участвовал в религиозно-публицистических передачах и проектах телевидения и радио Молдовы. С 2008 года проводил цикл духовных бесед со студентами Международного независимого университета Молдовы.
Решением Священного синода от 27 декабря 2011 года избран епископом Нефтекамским и Белебеевским.
24 февраля 2012 года в Богоявленском соборе в Елохове наречён во епископа Нефтекамского и Белебеевского.
Хиротонисан 4 марта 2012 года в Храме Христа Спасителя в Москве. Хиротонию совершили: Патриарх Московский и всея Руси Кирилл, митрополит Крутицкий и Коломенский Ювеналий (Поярков), митрополит Ташкентский и Узбекистанский Викентий (Морарь), митрополит Саранский и Мордовский Варсонофий (Судаков), митрополит Волоколамский Иларион (Алфеев), митрополит Уфимский и Стерлитамакский Никон (Васюков), архиепископ Истринский Арсений (Епифанов), архиепископ Верейский Евгений (Решетников), архиепископ Сергиево-Посадский Феогност (Гузиков), епископ Никон (Миронов), епископ Видновский Тихон (Недосекин), епископ Дмитровский Феофилакт (Моисеев), епископ Туровский и Мозырский Стефан (Нещерет), епископ Бронницкий Игнатий (Пунин), епископ Унгенский и Ниспоренский Петр (Мустяцэ), епископ Серпуховской Роман (Гаврилов), епископ Солнечногорский Сергий (Чашин), епископ Подольский Тихон (Зайцев), епископ Единецкий и Бричанский Никодим (Вулпе), епископ Воскресенский Савва (Михеев), епископ Бирский Николай (Субботин), епископ Орский и Гайский Ириней (Тафуня), епископ Балашихинский Николай (Погребняк), архиепископ Филиппопольский Нифон (Сайкали) (Антиохийская православная церковь), епископ Моравичский Антоний (Пантелич) (Сербская православная церковь).
С 11 по 25 июня 2012 года в Общецерковной аспирантуре и докторантуре проходил курсы повышения квалификации для новопоставленных архиереев.
4 октября 2012 года решением Священного синода в связи с поданным прошением титул изменён на Нефтекамский и Бирский.
30 мая 2019 года решением Священного синода назначен викарием Патриаршего Экзарха Западной Европы с титулом «Богородский» с поручением окормления молдавской диаспоры в Италии.

## Сочинения, публикации
- Жизнь и деятельность протоиерея-композитора Михаила Березовского. 1994 (Кишиневская духовная семинария, дипломная работа);
- Святий Паісий Величковський i відродження icиxiaтскoi традицii у Молдавii у XIX століттi". 2004 (КДА, дипломная работа);
- Mănăstirile istorice basarabene, cartea de vizită a Republicii Moldova. — [Исторические молдавские монастыри — визитная карта Республики Молдова]. 2006 г.;
- История монастыря Фрумоаса. 2007 (МНУМ, магистерская диссертация);
- Освещение религиозной тематики в средствах массовой информации современной Молдовы (семинар). 2009;
- Отношения между Церковью и государством в истории Фрумосского монастыря. 2010;
- Альтернативное «православие» в Республике Молдова. Церковные расколы. 2010 (монография);
- Ущербность уравнения в правах религиозных организаций законодательством Республики Молдова. 2010 (статья);
- Lumea ne ispiteşte mereu cu «а avea», iar Dumnezeu ne îndeamnă la «a fi». — [Мир искушает нас стяжательством, а Бог призывает нас к воздержанию]. 2011 (интервью);
- Роль зарубежных приходов Московского Патриархата в деле духовной поддержки молдавской диаспоры. 2011 (дипломная работа);
- Наше присутствие в Интернете актуальное и важное составляющее церковной миссии". 2011 (интервью) (недоступная ссылка);
- У Церкви есть свои воины, которые оберегают душу народа от вражеских нападений. 2011 (интервью) (недоступная ссылка);
- Цикл из 4-х статей «Timp si Memorie» (Время и память) на тему закрытия молдавских монастырей советской властью в XX веке в формате «Оral History», опубликованных в журнале Академии наук Республики Молдовы в 2008—2011 гг., а также др. публикации по проблемам церковной и общественной жизни.
- Слово архимандрита Амвросия (Мунтяну) при наречении во епископа Нефтекамского и Белебеевского

## Награды
- 1995 — двойной орарь
- 1996 — набедренник
- 2000 — право служения Божественной литургии с отверстыми царскими вратами
- 2007 — Орден преподобного Сергия Радонежского III степени
- 2008 — орден прп. Паисия Величковского II ст. Православной Церкви Молдовы
- 2011 — орден св. Стефана Великого II ст. Православной Церкви Молдовы